# 800 mètres masculin aux Jeux olympiques de 1908 (athlétisme)
Pour un article plus général, voir Athlétisme aux Jeux olympiques de 1908.
Navigation
Saint Louis 1904 Stockholm 1912
L'épreuve du 800 mètres masculin aux Jeux olympiques de 1908 s'est déroulée les 20 et 21 juillet 1908 au White City Stadium de Londres, au Royaume-Uni. Elle est remportée par l'Américain Mel Sheppard.

## Résultats

### Finale
| Rang               | Athlète                     | Pays            | Temps        |
| ------------------ | --------------------------- | --------------- | ------------ |
| Médaille d'or      | Mel Sheppard                | États-Unis      | 1 min 52 s 8 |
| Médaille d'argent  | Emilio Lunghi               | Italie          | 1 min 54 s 2 |
| Médaille de bronze | Hanns Braun                 | Allemagne       | 1 min 55 s 2 |
| 4                  | Ödön Bodor                  | Hongrie         | 1 min 55 s 4 |
| 5                  | Theodore Just (en)          | Grande-Bretagne | 1 min 56 s 4 |
| 6                  | John Halstead (en)          | États-Unis      | Inconnu      |
| —                  | Clarke Beard (en)           | États-Unis      | DNF          |
| —                  | Ivo Fairbairn-Crawford (en) | Grande-Bretagne | DNF          |